# Diskpart
Diskpart, als Kommandozeilenprogramm diskpart, ist ein Dienstprogramm des Betriebssystems Windows von Microsoft, das zur Partitionierung von Massenspeicher dient. Es wird in den Versionen der Betriebssysteme Windows NT ab Windows 2000 mitgeliefert und ersetzt das Programm fdisk der DOS-basierten Windows-Versionen (mit MS-DOS bis Windows 3.x und Windows 9x).
Es erstellt Partitionen inklusive Dateisystem u. a. für Wechseldatenträger, Festplatten und Flash-basierten Datenspeicher wie SSDs.
Eine Alternative zu Diskpart ist z. B. die in Windows ebenfalls integrierte Datenträgerverwaltung, in Windows 10 auch als Festplattenpartitionen erstellen und formatieren zu finden.

## Funktion

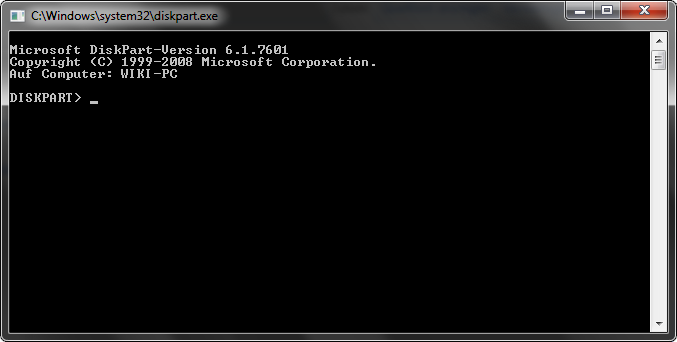
Diskpart in Version 6.1.7601 unter Windows 7

Diskpart besitzt einen Kommandointerpreter und kann interaktiv bedient werden. In diesem Fall erscheint ein Prompt mit dem Inhalt DISKPART>  und wartet auf eine Eingabe. Zusätzlich zur direkten Eingabe von Kommandos per Kommandozeile wird auch die Verarbeitung von Skriptdateien unterstützt, um Abläufe zu automatisieren. Die Kommandos sind in englischer Sprache.

### Interaktive Beispiele
Mit dem list-Kommando lassen sich u. a. alle am System angeschlossenen und vom System erkannten Laufwerke aufgelistet:
```
list disk
```

Mit dem Kommando select wird ausgewählt, worauf dich weitere Kommandos beziehen sollen. Folgendes Kommando wählt beispielsweise die erste von Windows genutzte Festplatte (oder SSD) aus:
```
select disk 1
```

Das Kommando clean löscht alle Daten der zuvor getroffenen Auswahl, im vorigen Beispiel also die gesamte 1. Festplatte mit allen darauf befindlichen Partitionen bzw. Volumes:
```
clean
```

Das gleiche Beispiel zum Löschen der 1. Partition auf Festplatte 1:
```
list disk
select disk 1
list part
select partition 1
clean
```

Es lassen sich aber auch alle von Windows erkannten Volumes auflisten und auswählen:
```
list volume
select volume 1
```

Das Kommando help listet alle verfügbaren Diskpart-Kommandos auf.
Mit dem exit-Kommando wird Diskpart beendet:
```
exit
```

Das Kommando format fs=ntfs quick formatiert die ausgewählte Partition schnell im NTFS‑Dateisystem:
```
list disk
select disk 1
list part
select partition 1
format fs=ntfs quick
```

### Skript-Beispiel
Mit der folgenden Textdatei, beispielsweise skriptfile.txt, kann eine neue 2 GB große Partition erstellt werden:
```
create partition logical size=2048
assign letter=F
exit
```

Das Kommando in der ersten Zeile erstellt eine logische Partition angegebener Kapazität am Anfang des freien Speicherplatzes auf der Festplatte. Ihr wird der Laufwerksbuchstabe F: zugeordnet, wenn der Laufwerksbuchstabe noch nicht anderweitig vergeben ist. Das exit-Kommando beendet Diskpart, was gegebenenfalls auch das Windowsfenster schließt.
Der Aufruf in einer Konsole erfolgt mit:
```
diskpart /s skriptfile.txt
```

## Recovery Console
Auf der Wiederherstellungskonsole, die in allen Versionen von Windows 2000, Windows XP und Windows Server 2003 enthalten ist, gibt es einen Befehl diskpart, der sich aber deutlich von dem unterscheidet, der im eigentlichen Betriebssystem enthalten ist. Er bietet nur Funktionen zum Hinzufügen und Löschen von Partitionen, aber nicht zur Einstellung einer aktiven Partition.
Das Programm ist auch enthalten im mitgelieferten „Windows Recovery Environment“, dem Nachfolger des ursprünglichen Recovery Console.

### Nutzungsbeispiel
Mit einem Windows-10-USB-Installationsmedium ist es dank Diskpart relativ einfach, die gesamte Festplatte zu löschen. Dafür muss beim zweiten Windows-10-Installationsfenster der Menüpunk repair your computer, Troubleshoot, Advanced options und Command Prompt aufgerufen werden. In der daraufhin geöffneten Windows-Eingabeaufforderung lässt sich durch Eingabe von diskpart, gefolgt von der Eingabetaste, das interaktive Dienstprogramm als Kommandointerpreter starten.
```
C:\>
 diskpart
```

Der davor ausgewählte Datenspeicher wird mit dem clean-Kommando mit Nullen überschrieben, was einem englisch Disk Wipe entspricht, da alle Daten auf dem Laufwerk sicher und vollständig gelöscht werden. Bei einem Festplattenlaufwerk mit einer durchschnittlichen Schreibgeschwindigkeit von 100 MB/s und einer Speicherkapazität von 4 TB dauert dieser Vorgang circa 10,3 Stunden.
```
DISKPART>
 clean all
```

Die Nutzung eines Live-Systems, in diesem Fall das Windows-Installationsmedium, hat den Vorteil, dass das Bearbeiten der Daten mit Dientprogrammen wie Diskpart möglich wird, ohne z. B. eine Festplatte eines Tablets oder Notebooks ausbauen zu müssen.